# Christa Perathoner
Christa Perathoner (Bressanone, 7 giugno 1987) è un'ex biatleta italiana.

## Biografia
Christa Perathoner, originaria di Selva di Val Gardena, è entrata a far parte della nazionale italiana nel 2006; attiva dalla stagione 2006-2007, in Coppa del Mondo ha esordito il 20 dicembre 2008 a Hochfilzen in sprint (82ª), ha conquistato il miglior risultato il giorno seguente nella medesima località in staffetta (9ª) e il miglior piazzamento individuale il 22 gennaio 2009 ad Anterselva in sprint (32ª). Ai successivi Mondiali di Pyeongchang 2009, sua unica presenza iridata, ha ottenuto il 45º posto nella sprint e il 53º nell'inseguimento; l'anno ha preso per l'ultima volta il via in Coppa del Mondo, il 24 gennaio ad Anterselva in inseguimento (47ª), e ai successivi XXI Giochi olimpici invernali di Vancouver 2010, sua unica presenza olimpica, si è classificata 78ª nell'individuale. Si è ritirata durante la stagione 2011-2012 e la sua ultima gara in carriera è stata la sprint di IBU Cup disputata a Forni Avoltri l'8 gennaio, chiusa dalla Perathoner al 68º posto.

## Palmarès

### Coppa del Mondo
- Miglior piazzamento in classifica generale: 87ª nel 2009

### Campionati italiani
- 1 medaglia:
  -  1 bronzo (inseguimento nel 2008)[senza fonte]

### Campionati italiani juniores
- 4 medaglie:
  -  2 argenti (inseguimento nel 2006; partenza in linea nel 2007)
  -  2 bronzi (sprint nel 2006; individuale nel 2007)[senza fonte]

### Campionati italiani giovanili
- 1 medaglia:
  -  1 oro (partenza in linea nel 2006)[senza fonte]